# Giambattista Giustinian

Stemma Giustinian

Giambattista Giustinian (Venezia, 25 dicembre 1816 – Venezia, 1º aprile 1888) è stato un politico italiano, sindaco di Venezia, deputato alla Camera e Senatore del Regno.

## Biografia
Nel 1848 divenne membro dell'Assemblea legislativa della Repubblica di San Marco. Al termine dell'insurrezione andò in esilio a Torino. Alle politiche del 1860 venne candidato nel collegio di Edolo, in qualità di rappresentante degli esuli veneti, e venne eletto. Poté partecipare ai lavori della VII Legislatura dove sostenne la causa degli esuli, mentre il fisco del Lombardo-Veneto sequestrava i beni di famiglia.
Alle politiche del 1861, il collegio edolese venne unito a quello di Breno, dove Giustinian decise di ricandidarsi. Venne sconfitto al ballottaggio dal candidato della Sinistra locale Francesco Cuzzetti dopo aver ottenuto pochissimi voti.
Nel 1864 si liberò il collegio di Verolanuova, a seguito della nomina di Filippo Ugoni a senatore. In occasione delle suppletive che si tennero il 2 dicembre, la destra bresciana volle candidare Giustinian sulla falsariga di quanto fatto l'anno prima con Michele Corinaldi nel collegio di Leno: dare un seggio in parlamento a personalità di spicco delle Venezie. Il nobile veneziano venne eletto al turno di ballottaggio ottenendo 185 voti contro i 145 dell'avversario espressione della sinistra filomazziniana, Giuseppe Garibaldi. Alle elezioni politiche dell'anno dopo fu confermato allo stesso collegio.

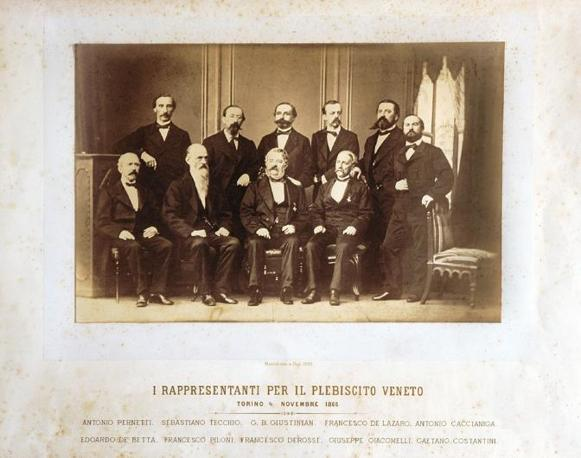
I rappresentanti per il plebiscito del Veneto del 1866

All'indomani della terza guerra d'indipendenza e del plebiscito del Veneto del 1866, a seguito dell'annessione delle province venete al Regno d'Italia tornò nelle sue terre d'origine. Il 5 novembre 1866 fu assunto alla dignità di Senatore.
Ricoprì per due volte la carica di sindaco di Venezia: tra il 1866 e il 1868 e tra il 1877 e il 1878.
Giustinian fu uno dei proprietari terrieri che, nella seconda metà del XIX secolo, avviarono l'opera di prosciugamento e bonifica dei territori vallivi e paludosi del Basso Piave. La bonifica privata Giustinian, detta "La Guizza", si svolse nel 1870 e comprendeva 150 ettari nel comune di San Donà di Piave.

## Cariche e titoli
- Assessore della Congregazione municipale di Venezia (1848)
- Consigliere provinciale di Venezia
- Membro della Deputazione provinciale di Venezia
- Deputato dell'Assemblea legislativa della Repubblica di San Marco (1848-1849)
- Maggiore della Guardia civica di Venezia nel 1848
- Rappresentante della parrocchia dei Santi Gervasio e Protasio nell'Assemblea provinciale di Venezia (1848)
- Presidente dei Comitati centrali di soccorso per l'emigrazione di Torino e di Milano (1862)

## Onorificenze

### Strade
A Giambattista Giustinian è intitolato un tratto della Strada statale 14 della Venezia Giulia nel comune di San Donà di Piave.

### Memoriali
Affissa a una parete dell'edificio centrale della tenuta di famiglia, una lapide ricorda la memoria delle opere di bonifica: